# Eurofins Scientific
Eurofins Scientific — международная компания, управляющая сетью лабораторий по тестированию лекарств, пищевых продуктов и других товаров. Штаб-квартира расположена в Люксембурге. По состоянию на 2023 год сеть насчитывала 900 лабораторий в 62 странах мира.

## История
Компанию основал в 1987 году в Нанте Жиль Мартен. Его родители, Маривон и Жерар Мартены, разработали метод выявления сахара в вине с помощью ядерного магнитного резонанса (использование сахара в виноделии во Франции запрещено). Метод назывался Fractionnement Isotopique Naturel Spécifique par Résonance Magnétique Nucléaire, сокращённо FINS-RMN; компания для коммерциализации этого метода была названа Eurofins. К 1989 году возможности метода были расширены для тестирования безалкогольных напитков, соков и ароматизаторов. В начале 1990-х годов были созданы филиалы в Великобритании, Чехии, Германии и США. В 1997 году были куплены две американские компании, Nutrition International и Product Safety Labs, в октябре того же года Eurofins привлекла дополнительный капитал за счёт размещения акций на Парижской бирже. В 1998 году были поглощены несколько компаний в Великобритании и Германии, это позволило расширить деятельность в выявление пестицидов и микотоксинов в пищевых продуктах. В 1999 году за счёт поглощений было расширено присутствие в США и Франции, оборот компании в этом году достиг 32 млн евро.
В 2000 году была куплена компания Woodson Tenent Laboratories в США, Analytico Food в Нидерландах и три компании в Швейцарии. В 2001 году в Германии была куплена компания Medigenomix, занимавшаяся генетическими исследованиями, в частности выявлением ГМО; в этой же области работала купленная в 2003 году компания Genescan с лабораториями в Германии, США, Гонконге и Бразилии. Также в 2003 году была разработана технология определения индивидуальных аллергенов по ДНК. В 2004 году было создано подразделение аутсорсинга биофармацевтических исследований, к этому времени годовой оборот компании достиг 175 млн евро.
В 2012 году выручка компании впервые достигла 1 млрд евро. В 2014 году за 255 млн долларов была куплена американская компания ViraCor-IBT, специализирующаяся на сложных медицинских анализах, в частности проверки совместимости при пересадке органов. В 2015 году были куплены QC Laboratories (США) и Experchems (Канада), а также Biomnis (Франция, за 220 млн евро). В сентябре 2017 года была куплена американская компания EAG Laboratories, проводящая лабораторные исследования для агрохимической и фармацевтической отраслей.

## Собственники и руководство
Акции компании котируются на бирже Euronext Paris с 24 октября 1997 года. Крупнейшим акционером является семья Мартен (Ив-Лоик Мартен и Жиль Мартен, 32,7 % акций через компанию Analytical Bioventures SCA), значительные пакеты акций принадлежат Capital Research and Management Company (4,05 %), Harris Associates (2,7 %), T. Rowe Price (2,5 %), Mawer Investment Management (2,5 %), Rothschild & Co (2,5 %), The Vanguard Group (2,46 %).
- Жиль Мартен (Dr Gilles Martin, род. 20 октября 1963 года) — основатель, председатель совета директоров и генеральный директор[12].

## Деятельность
Eurofins Scientific осуществляет:
- биофармацевтические исследования — аутсорсинг разработки, клинических испытаний, производства и маркетинга лекарственных препаратов;
- тестирование качества продуктов питания и кормов;
- экологическое тестирование — анализ почвы, твёрдых отходов, питьевой воды, сточных вод, воздуха, стройматериалов, биотоплива и биологических тканей;
- клиническую диагностику — различные виды медицинских анализов;
- тестирование потребительских товаров.

Регионы деятельности:
- Европа — 550 лабораторий, 35 400 сотрудников, 51 % выручки;
- Северная Америка — 200 лабораторий, 14 500 сотрудников, 38 % выручки;
- Азиатско-Тихоокеанский регион — 150 лабораторий, 10 500 сотрудников;
- Латинская Америка — 25 лабораторий, 1200 сотрудников;
- Африка — 2 лаборатории, 100 сотрудников.

В списке крупнейших публичных компаний мира Forbes Global 2000 за 2023 год Eurofins Scientific SE заняла 1532-е место.